# Roy Brown (cầu thủ bóng đá, sinh năm 1917)
Albert Roy Brown (14 tháng 8 năm 1917 – 31 tháng 1 năm 2005) là một cầu thủ bóng đá người Anh thi đấu ở vị trí Tiền vệ chạy cánh. Ông ra sân ở Football League với Nottingham Forest, Wrexham và Mansfield Town.